# Événements majeurs de l'univers Marvel
Cette liste des évènements majeurs de l’univers Marvel recense les arcs narratifs et les crossovers les plus marquants de l’histoire de l'univers Marvel, un univers imaginaire qui sert de cadre de référence pour les séries de comic book de la maison d'édition Marvel Comics.
Sont cités les principaux évènements de l'univers Marvel, ainsi que les histoires ayant entraîné des conséquences notables dans la continuité de certains personnages ou séries.
Depuis 1961, année de parution du premier numéro de la série Fantastic Four, certaines histoires des comics Marvel sont devenues marquantes pour diverses raisons : première apparition d'un personnage, mort d'un personnage et autres bouleversements importants.
Un grand nombre d’évènements datant de l’Âge d'or des comics (comme la formation des Envahisseurs ou la mort de Bucky) ont fait l’objet d’une continuité rétroactive (« retcon » en anglais), c’est-à-dire que ces faits, considérés comme établis ont été modifiés ou bien ont été intégrés a posteriori dans la continuité Marvel.
De même, les évènements de l’Âge d'argent des comics et au-delà sont censés se dérouler sur une période glissante ; on convient qu’ils se sont passés jusqu’à quinze ans avant la date actuelle, peu importe leur date de parution.[réf. souhaitée]

## Évènements

### Âge d’or
| Évènement                                                                 | Date      | Développements |
| ------------------------------------------------------------------------- | --------- | --- |
| Première apparition de la Torche humaine originelle                       | 1939      | Apparition de la Torche humaine originelle (Jim Hammond, alias Human Torch) (Marvel Comics #1, octobre 1939). |
| Première apparition de Namor                                              | 1939      | Namor fait sa première apparition (Marvel Comics #1, octobre 1939). |
| Première apparition de Captain America                                    | 1941      | Steve Rogers reçoit le sérum de Super-soldat, son premier bouclier et un partenaire du nom de Bucky, devenant la première et plus célèbre incarnation de Captain America (Captain America Comics #1, mars 1941). |
| Seconde Guerre mondiale et création de l'équipe des Envahisseurs          | 1941-1945 | Captain America, Bucky Barnes, la Torche originelle et son allié mutant Toro, ainsi que Namor forment les Envahisseurs (Giant-Size Invaders #1, juin 1975) avec l’ajout ultérieur des héros britanniques Union Jack (Invaders #8, septembre 1976) et Spitfire (Invaders #11, décembre 1976). De retour aux États-Unis, la Légion de la Liberté protège le pays des incursions et des complots de l’Axe (Marvel Premiere #29/30, avril/juin 1976). Vers la fin de la Seconde Guerre mondiale, Captain America et Bucky attaquent une île fortifiée tenue par le Baron Zemo et sont apparemment tués (The Avengers #4, 1964). |
| Première apparition de All-Winners Squad (en) (l’Escadron des vainqueurs) | 1946      | Ayant eu une courte carrière, cette équipe comprenait Captain America, Bucky, la Torche et Toro, Namor, Whizzer et Miss America (All Winners #19-21, automne-hiver 1946). Le Président Harry S. Truman ne souhaitant pas que le peuple apprenne la mort de Steve Rogers et Bucky Barnes après la mort de Roosevelt, leurs identités costumées sont reprises par le Spirit of '76 (en) et un jeune garçon nommé Fred Davis. |
| Namor blessé                                                              | 1958      | Un accident fait perdre la mémoire à Namor, qu’il ne recouvrera pas avant la formation des Quatre Fantastiques (Fantastic Four #4, mai 1962). |

### Années 1960
| Événement                                     | Date | Développements |
| --------------------------------------------- | ---- | --- |
| Première apparition des Quatre Fantastiques   | 1961 | Après un voyage spatial, Mr Fantastique (Reed Richards, « Red Richards » en VF), la Femme Invisible (Susan « Sue » Storm, « Jane Storm » en VF), la Torche Humaine (Johnny Storm) et la Chose (Benjamin « Ben » Grimm) développent de fantastiques pouvoirs ; ils forment l'équipe des Quatre Fantastiques (Fantastic Four #1, novembre 1961). |
| Retour de Namor                               | 1962 | Le Prince des Mers retrouve ses souvenirs après une rencontre avec la Torche et jure de détruire la race humaine lorsqu’il découvre les ruines d’Atlantis (en), croyant que sa race a disparu. Les FF parviennent à l’arrêter à plusieurs reprises (Fantastic Four #4, mai 1962).                                                              |
| Première apparition du Docteur Fatalis        | 1962 | Victor von Fatalis fait sa première apparition et menace les Quatre Fantastiques (Fantastic Four #5, 1962). Il s’associe plus tard avec Namor pour détruire Red Richards, l’homme qu’il juge responsable de ses blessures au visage. |
| Première apparition de Hulk                   | 1962 | Après avoir été bombardé de rayons gamma dans une explosion, Bruce Banner devient un monstre fugitif (The Incredible Hulk #1, mai 1962). |
| Première apparition de Spider-Man             | 1962 | Peter Parker est mordu par une araignée radioactive et devient un super-héros (Amazing Fantasy #15, août 1962). |
| Première apparition de Thor                   | 1962 | Le dieu nordique Thor se réveille dans le corps d’un docteur infirme, Donald Blake (Journey into Mystery #83, août 1962). |
| Première apparition d’Iron Man                | 1963 | Tony Stark crée sa première armure après sa capture pendant la guerre du Viêt Nam, afin de survivre à un éclat d’obus logé près de son cœur (Tales of Suspense #39, mars 1963). |
| Première apparition du Docteur Strange        | 1963 | Après des années d’entraînement mystique pour réparer ses mains brisées, Stephen Strange devient le plus grand défenseur de la Terre contre les menaces occultes (Strange Tales #110, juillet 1963, origines révélées dans Strange Tales #115, décembre 1963).                                                                                 |
| Première apparition des X-Men et de Magnéto   | 1963 | Cyclope, Strange Girl, Iceberg, le Fauve et Angel sont réunis par le Professeur Xavier. Ils font une apparition publique en combattant le mutant criminel Magnéto (X-Men #1, septembre 1963), qui forme ensuite la Confrérie des mauvais mutants (X-Men #4, mars 1964).                                                                        |
| Première apparition des Vengeurs              | 1963 | Iron Man, Thor, Giant Man, la Guêpe et Hulk se rassemblent pour la première fois pour contrer le plan du dieu Loki (The Avengers #1, septembre 1963). |
| Première apparition de Nick Fury et du SHIELD | 1963 | Première apparition du sergent Fury (Sgt Fury and His Howling Commandos #1, mai 1963). Il devient plus tard le directeur du SHIELD, un réseau d’espionnage et affronte l’HYDRA (Strange Tales #135, août 1965). |
| Retour de Captain America                     | 1964 | Steve Rogers est retrouvé congelé par Namor et rejoint les Vengeurs pour battre le Prince des Mers allié à Hulk. Il devient membre de l’équipe (The Avengers #4, mars 1964). |
| Première apparition de Daredevil              | 1964 | Jeune enfant, Matthew Murdock devient aveugle lors d'un accident, mais verra ses autres sens augmentés à un niveau surhumain. Désormais adulte, il commence une carrière de super-héros tout en gardant son identité secrète, celle d’un brillant avocat pénaliste (Daredevil #1, avril 1964).                                                 |
| Les « Nouveaux » Vengeurs                     | 1965 | À l’exception de Captain America, tous les membres d’origine des Vengeurs quittent le groupe et de nouveaux membres sont recrutés par le Captain : la Sorcière Rouge, Vif-Argent et Œil-de-Faucon (Clint Barton), tous trois d’anciens super-vilains (The Avengers #16, mai 1965).                                                             |
| Mariage de Reed Richards et Susan Storm       | 1965 | Mr Fantastique et la Femme Invisible décident d'officialiser leur relation en se mariant, attirant l'essentiel de la communauté super héroïque, mais aussi le Dr Fatalis qui compte profiter du mariage pour se venger du quatuor. |
| L’arrivée de Galactus                         | 1966 | Le Surfer d'Argent arrive sur Terre pour préparer la venue de son maître, l'entité cosmique Galactus. Les FF l’arrêtent avec l’aide du Gardien Uatu, celui-ci brisant pour la première fois de son existence son vœu millénaire de non-intervention (Fantastic Four #48-50, mars 1966).                                                        |
| Première apparition de Captain Marvel         | 1968 | L’Empire Kree envoie Mar-Vell sur Terre pour espionner l’humanité. Il se prend d’affection pour l’espèce humaine et trahit ses supérieurs, accueilli comme un héros par les terriens (Marvel Super-Heroes #18, janvier 1968). |

### Années 1970
| Événement                          | Date      | Développements |
| ---------------------------------- | --------- | --- |
| Première apparition des Défenseurs | 1971      | Les Défenseurs sont regroupés pour la première fois par le Docteur Strange : Hulk, Namor, et le Surfer d’Argent (Marvel Feature #1, décembre 1971)).                                                                                  |
| Première apparition du Ghost Rider | 1972      | Johnny Blaze invoque Méphisto pour sauver son père adoptif et devient possédé par un démon (Marvel Spotlight Vol.1 #5, août 1972). |
| La Guerre Kree-Skrull              | 1971-1972 | Les Vengeurs se retrouvent au milieu d’un conflit interstellaire (The Avengers #89-97, juin 1971-mars 1972). |
| Mort de Gwen Stacy                 | 1973      | Le Bouffon Vert revient et combat Spider-Man, qui ne peut sauver sa petite amie Gwen Stacy d’une chute mortelle (The Amazing Spiderman #121, juin 1973).                                                                              |
| Avengers vs. Defenders             | 1973      | Les Avengers affrontent les Defenders pour la possession du Mauvais Œil, ils se rendront compte qu'ils ont été manipulés par Loki et Dormammu, et travaillent ensemble pour empêcher la Terre d'être absorbée par la Dimension Noire. |
| L’Empire Secret                    | 1974      | Captain America remonte la piste d’un complot jusqu’à la Maison-Blanche (Captain America and the Falcon #169-176, janvier-août 1974).                                                                                                 |
| Première apparition du Punisher    | 1974      | Le Punisher attaque Spider Man qu'il pense responsable de la mort de Gwen Stacy (The Amazing Spider Man #129, février 1974) |
| Première apparition de Wolverine   | 1974      | Wolverine fait sa première apparition et combat Hulk (Incredible Hulk #181, octobre 1974). Il est assommé par le titan vert. |
| La saga de la Madonne Céleste      | 1974      | Kang le Conquérant envahit la Terre pour trouver celle qui serait la mère du futur sauveur de l’univers (The Avengers #129-135, novembre 1974-mai 1975 ; Giant-Size Avengers #2-4, novembre 1974, février 1975, mai 1975).            |
| Les « Nouveaux » X-Men             | 1975      | Le Professeur X assemble une nouvelle équipe pour sauver les premiers X-Men. Première apparition de Tornade, Colossus et Diablo. Wolverine les rejoint également (Giant Size X-Men #1, mai 1975).                                     |
| La saga du Mage                    | 1975-1976 | Le Mage apparait pour la première fois, en tant que double maléfique d’Adam Warlock (première apparition dans Strange Tales #178, 1975 ; origines dans Warlock #9, 1975).                                                             |
| La saga du Phénix                  | 1976-1977 | Le Phénix est libéré pour la première fois dans l’univers Marvel et vient habiter le corps de Jean Grey (à partir de X-Men #101, octobre 1976).                                                                                       |
| La quête de Korvac                 | 1978      | Les Vengeurs et les Gardiens de la Galaxie localisent une menace mystérieuse venue du futur (The Avengers #167-168, 170-177, janvier-février, avril-décembre 1978).                                                                   |
| La saga de Proteus                 | 1979      | Proteus, le fils de Moira MacTaggert, tente de fuir son isolement sur l’île de Muir pour retrouver son père (à partir de Uncanny X-Men #125, septembre 1979).                                                                         |

### Années 1980
| Événement                                           | Date      | Développements |
| --------------------------------------------------- | --------- | --- |
| The Dark Phoenix Saga (en) (La saga du Phénix Noir) | 1980      | Jean Grey devient le Phénix Noir après avoir été manipulée par le Cerveau du Club des Damnés (Uncanny X-Men #129-137, janvier-septembre 1980). |
| Le Caïd doit mourir                                 | 1981      | Le Caïd, ancien adversaire récurrent de Spider-Man, rencontre Daredevil pour la première fois. |
| Days of Future Past (Futur antérieur)               | 1981      | La Kitty Pryde d’un futur alternatif revient dans le présent pour tenter de contrer les robots Sentinelles qui, dans son monde, ont tué ou emprisonné les super-héros et super-vilains, qu'ils soient mutants ou non.                                                                                     |
| Le Tournoi des champions (en)                       | 1982      | Le Grand Maître et la Mort manipulent les héros de la Terre dans un jeu pour décider du destin du Collectionneur. |
| Mort de Captain Marvel                              | 1982      | Mar-Vell est victime d’un cancer provoqué par Nitro ; il est accueilli par la Mort dans son domaine. |
| Retour de Surtur                                    | 1983      | Le démon Surtur forge une puissante épée mystique et revient détruire Asgard, protégé par Thor, Loki, Odin et Beta Ray Bill (The Mighty Thor #337-353, novembre 1983-mars 1985),. |
| Les Guerres Secrètes                                | 1984-1985 | L'entité omnipotente Le Beyonder kidnappe plusieurs héros et vilains pour les faire combattre sur une planète de sa création. Spider-Man trouve le symbiote noir. Le Docteur Fatalis vole les pouvoirs du Beyonder, mais est finalement vaincu par les héros (Secret Wars #1-12, mai 1984-avril 1985).    |
| Hulk en exil                                        | 1985      | Après un excès de rage, Hulk est banni par le Docteur Strange dans une autre dimension, où ses deux alter ego (Bruce Banner et Hulk) sont séparés. |
| Les Guerres Secrètes II                             | 1985-1986 | Le Beyonder arrive sur Terre pour mieux comprendre l’humanité et prend forme humaine. |
| Daredevil: Born Again                               | 1986      | Karen Page, l'ancienne petite-amie de Matt Murdock, devient toxicomane ; elle vend l'identité secrète de Daredevil (par le biais d’intermédiaires) au Caïd ; celui-ci décide d'anéantir Murdock (socialement, puis physiquement).                                                                         |
| État de siège                                       | 1986-1987 | Une nouvelle incarnation des Maîtres du Mal dirigée par le Baron Zemo attaque le manoir des Avengers. |
| Mutant Massacre (en)                                | 1986      | Vaste crossover où les Maraudeurs se rendent dans les égouts de New York et éliminent presque tous les Morlocks. Le X-Man Angel, gravement blessé, est amputé de ses ailes. Première rencontre publiée entre Wolverine et Dents de sabre.                                                                 |
| La Chute des mutants                                | 1987      | Les X-Men sont tués à Dallas durant une bataille contre l’Adversaire ; Cypher (des Nouveaux Mutants) meurt dans un combat contre l’Ani-Mator (Cameron Hodge (en)) ; Facteur-X affronte Apocalypse et ses Cavaliers.                                                                                       |
| La Dernière Chasse de Kraven                        | 1987      | Combat final entre Kraven le chasseur et Spider-Man (Web of Spider-Man #31-32, Amazing Spider-Man #293-294 et Spectacular Spider-Man #131-132). |
| Armor Wars (en) (La Guerre des armures)             | 1988      | Iron Man tente de détruire les armures créées à partir de sa technologie (The Invincible Iron Man #225-232, mai 1987-juillet 1988). |
| La Guerre de l’Évolution                            | 1988      | Le Maître de l'évolution attaque la planète pour guider l’humanité vers l’évolution (Annuals de l’année 1988). |
| Inferno (en)                                        | 1988-1989 | Des démons des Limbes envahissent la Terre, guidés par S'ym, Nasrith et Madelyne Pryor. Ils sont opposés aux X-Men, aux Nouveaux Mutants et à Facteur-X. |
| Atlantis attaque                                    | 1989      | Sous l’influence de Set le Dieu-serpent, les Atlantes (en) lancent un assaut contre le monde de la surface (Annuals de l’année 1989). |
| Acts of Vengeance (en) (Les Actes de Vengeance)     | 1989-1990 | Le Caïd (ennemi de Daredevil), le Mandarin (ennemi d'Iron Man), le Sorcier et le Dr Fatalis (ennemis des Quatre Fantastiques), Crâne Rouge (ennemi de Captain America) et Magneto (ennemi des X-Men), tous contrôlés secrètement par le dieu Loki, s’unissent pour combattre les ennemis de leurs alliés. |

### Années 1990
| Événement                                       | Date      | Développements |
| ----------------------------------------------- | --------- | --- |
| X-Tinction Agenda (en)                          | 1990      | Les Nouveaux Mutants et les X-Men sont kidnappés et emmenés à Genosha, mais parviennent à s’en échapper; le gouvernement genoshéen est renversé. |
| The Infinity Gauntlet (en) (Le Gant du Pouvoir) | 1991      | Thanos se sert du pouvoir des Gemmes de l'infini pour devenir un dieu suprême (Infinity Gauntlet #1-6). |
| Operation: Galactic Storm (en)                  | 1992      | Les Vengeurs participent à la guerre entre les Shi'ar et les Kree (Captain America #398-401, Avengers West Coast #80-82, Quasar #32-36, Wonder Man #7-9, Avengers #345-347, Iron Man #278-279, Thor #445-446),. |
| La Guerre de l’Infini                           | 1992      | Le Mage, le côté maléfique d’Adam Warlock, crée des doubles maléfiques des plus grands héros de la Terre pour dominer le monde. |
| X-Cutioner's Song (en) (Le Chant du bourreau)   | 1992      | Stryfe arrive dans le présent pour se venger de Cable et des X-Men. Le virus Legacy est lâché dans l’atmosphère. |
| La Croisade cosmique                            | 1993      | La Déesse, le bon côté d’Adam Warlock, recrute une armée de héros pour lutter dans sa guerre sainte. Thanos et Adam Warlock s’unissent pour l’arrêter. |
| Maximum Carnage                                 | 1993      | La « famille » de Carnage se lance dans un massacre à New York ; Spider-Man et Venom (notamment) s’opposent à eux. |
| Fatal Attractions                               | 1993      | Magnéto revient, plus puissant et déterminé que jamais, extirpant l’adamantium des os de Wolverine. Le Professeur Xavier l’arrête en lui effaçant la psyché, mais Colossus rejoint le camp du terroriste mutant. |
| Phalanx Covenant                                | 1994      | La race extra-terrestre Phalanx attaque la Terre. L'équipe Génération X est fondée à la fin de l’histoire. |
| La Saga du Clone                                | 1994-1996 | Le clone de Spider-Man (Ben Reilly), longtemps cru mort, revient. Son créateur, le Chacal revient semer le chaos dans la vie du héros masqué. |
| Atlantis Rising                                 | 1995      | Les Quatre Fantastiques et d’autres héros combattent les forces qui obligent Atlantis à faire surface. |
| Avengers: The Crossing                          | 1995      | L’un des Vengeurs en tue d'autres durant l'anniversaire de l'équipe. |
| Le Surfer et Galactus                           | 1995      | Le Surfer d'Argent affronte ses propres démons tandis que Morg, Tyrant et Galactus luttent pour l'Annihilateur ultime (Silver Surfer (vol. 3) #109). |
| Age of Apocalypse                               | 1995-1996 | À la suite de la mort accidentelle de son propre père, Légion créé une réalité alternative où Apocalypse domine le monde. |
| Avengers: The Crossing and Timeslide            | 1995-1996 | Rita DeMara (Yellowjacket II), voyage dans le temps depuis le XXXIe siècle. Elle arrive progressivement dans le présent en se matérialisant à plusieurs reprises dans le futur proche. Lors de ces bonds dans le temps, elle prend connaissance d'un avenir inquiétant. La société future considère les Vengeurs comme des criminels. |
| Onslaught                                       | 1996-1997 | Une entité, Onslaught, mélange des frustrations de Magnéto et du professeur Xavier, contrôlant ce dernier, tente de prendre le pouvoir sur Terre. Pour le stopper, des héros se sacrifient et échouent en réalité sur une terre alternative créée par les pouvoirs latents de Franklin Richards. |
| Thunderbolts                                    | 1997      | Après la disparition des Vengeurs et des Quatre Fantastiques lors du crossover Onslaught (1996), une nouvelle équipe de super-héros, les Thunderbolts, apparaît pour combler le vide laissé. Mais, à l'issue du premier épisode, ces nouveaux héros se révèlent être d'anciens super-vilains, les Maîtres du mal, revenus sous de nouvelles identités. La série The Thunderbolts (1997) est basée sur de multiples retournements de situations, révélations, trahisons, certains des personnages prenant goût à devenir des héros. Plusieurs moutures des Thunderbolts se sont depuis succédé et, l'équipe fut même à un moment dirigés par le Vengeur Œil-de-faucon. |
| Opération Tolérance Zéro                        | 1997      | À la fin de l’épisode Onslaught, le gouvernement des États-Unis commence à s’inquiéter du problème mutant et ordonne à l’armée de faire des rafles. |
| Heroes Reborn                                   | 1997      | Les héros « morts » pendant la saga Onslaught reviennent dans la réalité principale. |
| À la poursuite de Xavier                        | 1998      | Xavier a disparu depuis la fin de l’Opération Tolérance Zéro. Les X-Men le recherchent, tout comme un Cerebro rebelle. |
| La guerre de Magnéto                            | 1999      | Le corps comateux de Magnéto disparaît, et un homme mystérieux et amnésique du nom de Joseph apparaît. |
| Le Tournoi des Champions II                     | 1999      | Les héros de la Terre sont enlevés et manipulés par des nanites pour participer à un combat. |
| La Guerre du Destin                             | 1998-1999 | Des Vengeurs d’époques différentes sont rassemblés pour participer à la Guerre du Destin, un conflit entre Kang et son double du futur, Immortus (Avengers Forever #1-12, 1998-1999). |

### Années 2000
| Événement                              | Date      | Développements |
| -------------------------------------- | --------- | --- |
| Apocalypse : les Douze                 | 2000      | Apocalypse revient de nouveau, avec une mystérieuse prophétie de 12 puissants mutants capables de le détruire. |
| Maximum Security (en)                  | 2000      | Irritée par l’interférence humaine dans les affaires intergalactiques, la communauté extra-terrestre place le système solaire en quarantaine et transforme la Terre en prison pour les pires criminels de l’univers. |
| La fin d’un rêve                       | 2001      | Mystique, menant la nouvelle Confrérie des mauvais mutants, tente d’assassiner le sénateur anti-mutant Robert Kelly et relâche une nouvelle souche du virus Legacy. |
| La mort d’Odin                         | 2001      | Thor gagne la force d’Odin et le trône d’Asgard quand son père meurt dans un combat contre Surtur (Thor Vol.2 #36-44, 2001).- |
| Eve of Destruction                     | 2001      | Un remède contre le virus Legacy a été propagé, offrant à Magnéto une nouvelle armée de mutants en pleine santé, prêts à combattre les Homo sapiens. |
| E is for Extinction                    | 2001      | La sœur jumelle oubliée de Charles Xavier Cassandra Nova manipule le dernier parent en vie de Bolivar Trask afin qu'il prenne le contrôle de deux énormes Sentinelles pour ensuite détruire Génosha et ses habitants. |
| La Dynastie de Kang                    | 2001-2002 | Kang et son fils Marcus déclarent la guerre à la Terre, parvenant à instaurer leur règne sur toute la planète. |
| Le Gouffre d’Infini                    | 2002      | Des clones fous de Thanos essayent de détruire l’univers. |
| Standoff                               | 2003      | La venue de Thor en Slokovie pour aider les citoyens locaux terrorisés par leur propre gouvernement va créer un conflit entre Thor et Iron Man venu essayer de le raisonner. (Thor Vol.2 #58, Iron Man Vol.3 #64 et Avengers Vol.3 #63) |
| Red Zone                               | 2003      | Crâne Rouge qui a infiltré le gouvernement américain sous l'identité de Dell Rusk lâche un gaz mortel de couleur rouge qui fait des dizaines de victimes. Les Avengers interviennent pour contenir la menace biologique. (Avengers Vol.3 #65-70) |
| Avengers Disassembled                  | 2004      | La Sorcière Rouge devient folle et tue certains Vengeurs, mettant un terme à la carrière de l’équipe (story-arc principal dans Avengers #500-503 et Avengers Finale, septembre-décembre 2004). Pendant ce temps, Thor provoque la fin d’Asgard (Thor Vol.2 #80-85, 2004). |
| La guerre secrète                      | 2004-2005 | Nick Fury manipule plusieurs héros dans une guerre secrète contre la Latvérie, car il pense que le pays vend de l’armement à des super-vilains. (Secret War #1-#5, Secret War: From the Files of Nick Fury, 2005). |
| Planète X                              | 2004      | Le mutant Xorn lance une attaque sur New York, culminant dans le sacrifice de Jean Grey et la démission de Xavier de la direction des X-Men. |
| Enemy of the State                     | 2004-2005 | Wolverine manipulé par HYDRA et la Main menace de tuer le Président des États-Unis. (Wolverine Vol.3 #20-25) |
| Les Nouveaux Vengeurs                  | 2004-2005 | Captain America reforme les Vengeurs après une évasion massive de super-vilains (à partir de New Avengers #1, 2004). |
| Extremis                               | 2005-2006 | À la suite d'un combat contre le terroriste Mallen, Iron Man aux portes de la mort se fait injecter le virus Extremis par Maya Hansen qui lui améliore ses capacités physiques. |
| House of M                             | 2005      | La Sorcière Rouge altère la réalité, créant un monde où les mutants règnent. |
| La Décimation                          | 2005      | Les conséquences directes de House of M, où les mutants perdent leurs pouvoirs. |
| Spider-Man : L'Autre                   | 2005      | Spider-Man subit de mystérieux changements dans sa vie, confronté à Morlun. |
| Planet Hulk                            | 2006      | Exilé par les Illuminati sur une planète étrangère, Hulk y est esclave, gladiateur puis en devient le roi. |
| Annihilation (en)                      | 2006-2007 | Le Surfer d'Argent, le Super-Skrull, Nova / Richard Rider et Ronan l'Accusateur affrontent la vague d’Annihilus. |
| Civil War                              | 2006-2007 | À la suite d'une tragédie survenue dans un combat contre Nitro, les héros sont divisés quand les États-Unis votent la loi d’enregistrement des êtres possédant des super-pouvoirs (Super Human Registration Act (en)). Captain America se bat en faveur des droits civiques tandis qu’Iron Man fait appliquer la loi par la force. À la fin de la guerre, Captain America est arrêté et assassiné par Crossbones. |
| Annihilation: Conquest                 | 2007-2008 | Des héros cosmiques luttent contre la Phalanx menée par Ultron, qui menace de dominer l’espace Kree. |
| World War Hulk                         | 2007      | Hulk revient sur terre pour se venger de ceux qui l’ont exilé. Il est finalement arrêté. |
| Messiah Complex (en)                   | 2007-2008 | Quand le premier-né mutant après la Décimation est localisé, les X-Men, les factions anti-mutantes et Mister Sinistre s’affrontent pour le retrouver en premier. |
| Spider-Man : Back in Black             | 2007      | À la suite des évènements de Civil War, Peter Parker est pris pour cible et sa tante May est victime d'un tir de sniper. À la suite de cet incident, il décide de revêtir son ancien costume noir. |
| Spider-Man: One More Day               | 2007-2008 | Spider-Man accepte un pacte démoniaque avec Méphisto ; sa propre existence sera ré-écrite pour que sa tante May soit sauvée. Ce faisant, il sacrifie l'un des grands amours de sa vie, Mary Jane Watson. |
| L’Invasion Secrète                     | 2008      | Une invasion discrète des Skrulls se déroule depuis des années, mais un secret plus sombre encore est caché derrière. La Guêpe fait partie des victimes directes de la bataille finale à New York. |
| Dark Reign                             | 2009      | À la suite de l’Invasion Secrète, Tony Stark perd son poste de directeur du SHIELD, qui est dissout, et Norman Osborn devient le nouveau directeur de la sécurité publique à la tête du HAMMER. |
| War of Kings (La guerre des rois)      | 2009      | Vulcan règne sur l’Empire Shi'ar, tandis que Flèche Noire et les Inhumains dirigent l’Empire Kree. Une guerre galactique commence, attirant Nova (Richard Rider), Darkhawk, les Frères des étoiles et les nouveaux Gardiens de la Galaxie sur le champ de bataille. |
| Messiah War (en) (La guerre du messie) | 2009-2010 | X-Force et Cable voyagent dans le futur pour sauver la jeune messie Hope Summers de Bishop et de Stryfe. |
| Utopia (en) (Utopie)                   | 2009      | Norman Osborn forme une nouvelle équipe de X-Men, pour aller de pair avec ses Dark Avengers. Il prévoit de semer le chaos à San Francisco où beaucoup de mutants vivent désormais, et de faire passer ses X-Men pour des héros aux yeux de la population, tout en discréditant les vrais héros mutants. |
| Captain America: Reborn (en)           | 2009-2010 | Steve Rogers (Captain America) n’est pas mort, mais a été transporté dans le passé. Il incombe à Sharon Carter, celle qui croyait l’avoir abattu après qu’on lui eut lavé le cerveau, de le ramener. |
| Necrosha (en)                          | 2009-2010 | La Reine Noire Séléné ramène d'entre les morts un nouveau Cercle Intérieur du Club des damnés, menaçant la vie des mutants pour devenir une nouvelle déesse. |

### Années 2010
| Événement                                              | Date      | Développements |
| ------------------------------------------------------ | --------- | --- |
| Siege (en) (Le siège d'Asgard)                         | 2010      | Norman Osborn, sous l’influence de Loki, tente d'envahir avec ses forces Asgard, la patrie des dieux nordiques. Ses actions font retourner contre lui l'opinion publique et le gouvernement américain le destitue. Ce crossover verra le retour de Captain America d’entre les morts, Iron Man revenir en forme et Thor réhabilité en Asgard. |
| Doomwar (en)                                           | 2010      | La Panthère Noire, les Quatre Fantastiques et Deadpool luttent contre le Docteur Fatalis pour détruire à jamais son empire maléfique. |
| Realm of Kings (en) (Le royaume des rois)              | 2010      | Suite de la Guerre des Rois (2009). |
| Second Coming (en)                                     | 2010      | La jeune Hope Summers revient dans le présent. Cet évènement conclut la trilogie (Le Complexe du Messie et La Guerre du Messie) qui se focalisait sur Hope, la première née mutante depuis le M-Day de 2005. |
| The Gauntlet                                           | 2010      | Spider-Man se fait attaquer par tous ses ennemis, dirigés par la famille de Kraven le Chasseur. |
| The Heroic Age (en) (L'âge héroïque)                   | 2010      | Le Super Human Registration Act (en) ayant été révoqué, un changement majeur se produit en un retour au statu quo entre héros et vilains. Les super-héros sont de nouveau appréciés : les Vengeurs sont reconnus comme des héros, les X-Men sont acceptés. Une période symbolisée par une nouvelle série Avengers. |
| Grim Hunt                                              | 2010      | Suite de The Gauntlet, où la famille de Kraven pourchasse Spider-Man pour ramener à la vie le patriarche. |
| The Thanos Imperative (en) (L'Impératif Thanos)        | 2010      | Thanos est revenu d'entre les morts, tandis qu'un univers alternatif maléfique, où la Mort a disparu, se propage par une faille spatiale. |
| World War Hulks (en)                                   | 2010      | Suite de la Chute des Hulks. L'Intelligencia se met en action, et on découvre les identités du Red Hulk et de Miss Red Hulk. |
| Curse of the Mutants (en) (La Malédiction des mutants) | 2010      | Des vampires envahissent San Francisco et luttent contre Blade et les X-Men. |
| Shadowland                                             | 2010      | Luttes entre les héros des rues. Daredevil devient le maître de la Main. |
| Chaos War (en) (La Guerre du Chaos)                    | 2010-2011 | Le dieu du Chaos Amatsu-Mikaboshi, avatar du vide avant l'espace et le temps, revient sur Terre pour annihiler toute existence. Les héros de la Terre, ralliés par un Hercule de retour, tentent de le stopper. |
| Spider-Island (en)                                     | 2011      | Le Chacal fait muter la population de Manhattan en hybrides arachnéens. |
| Fear Itself                                            | 2011      | De mystérieux marteaux tombent du ciel, transformant leur porteur en créatures surpuissantes. Les héros sont débordés… la peur règne. Les héros sont confrontés à un nouvel ennemi, venu d'Asgard : Serpent (en), le dieu de la peur, qui est vaincu par Thor, ce dernier mourant dans la bataille. |
| Schism                                                 | 2011      | Après un incident diplomatique provoqué par Quentin Quire, la haine anti-mutants atteint un nouveau record et plusieurs gouvernements s'arment pour faire face à la menace mutante. Le Club des Damnés lance une attaque terroriste et Utopia est attaquée par un robot Sentinelle. À la fin du combat, Cyclope et Wolverine entrent en désaccord sur la manière de gérer la population mutante. |
| Regenesis (en)                                         | 2011-2012 | Déchirés par le Schisme, les mutants se séparent en deux factions : ceux restant sur Utopia avec Cyclope, et ceux retournant vivre au Manoir de Westchester avec Wolverine. |
| Avengers vs. X-Men (Vengeurs vs. X-Men)                | 2012      | À la suite de la mini-série Avengers : X-Sanction, qui voit le retour de Cable sur Terre et de la Force Phénix. Les Vengeurs et les X-Men s'affrontent aux quatre coins du monde pour décider si le Phénix est une menace pour l'humanité ou la clé de la survie des mutants. Lancement de Marvel NOW! (en) |
| Age of Ultron (en)                                     | 2013      | Ultron, le robot doté d'intelligence artificielle créé par Hank Pym, revient pour soumettre la Terre et la plupart des super-héros sont tués. Wolverine et Jane Storm parviennent, grâce à des manipulations temporelles, à faire revenir la situation à la normale (les événements d’Age of Ultron sont annulés mais ne seront pas sans conséquences, Wolverine et Jane pouvant se rappeler cette réalité alternative, et le continuum espace temps étant maintenant fissuré).                                                                        |
| Infinity (en)                                          | 2013      | Pendant que les Vengeurs se battent contre les Builders, Thanos attaque la Terre. |
| The Trial of Jean Grey (Le Procès de Jean Grey)        | 2014      | La jeune Jean Grey des All New X-Men est-elle responsable des méfaits de sa version âgée qui incarna le Phénix ? |
| Mort du Gardien (Original Sin (en))                    | 2014      | Mort de Uatu le Gardien. |
| Mort de Wolverine (Death of Wolverine (en))            | 2014      | À la suite de la perte de son pouvoir de régénération, Wolverine meurt en détruisant le laboratoire du docteur Cornelius. |
| AXIS (en)                                              | 2014      | Crâne rouge devient Onslaught et, en le combattant, des conséquences inattendues se produisent : l’hostilité entre Vengeurs et X-Men reprend tandis les super-héros et les super-vilains changent de rôles. |
| Superior Iron Man (en)                                 | 2015      | Tony Stark ayant eu sa moralité inversée à la suite des événements d'AXIS et est redevenu arrogant et sans scrupules déménage à San Francisco pour promouvoir sa nouvelle application Extermis 3.0 |
| The Black Vortex (en)                                  | 2015      | Les Gardiens de la Galaxie et les All-New X-Men essaient d’empêcher le mystérieux Mister Knife de mettre la main sur un artefact cosmique surpuissant. Thane, Nova, Miss Marvel ou Ronan sont aussi de la partie. |
| Secret Wars                                            | 2015-2016 | Collision entre l'univers Marvel (Terre-616) et l'univers Marvel Ultimates. Presque toutes les revues sont concernées. Lancement de la gamme All-New, All-Different Marvel (en), qui combinent les publications Marvel et Marvel Ultimate. |
| Marvel : Tournoi des champions                         | 2016      | Contient l'adaptation en BD du jeu mobile Marvel: Contest of Champions (lui-même fortement inspiré de l’album en trois parties Marvel Super Hero Contest of Champions (en) — Le Tournoi des champions en VF — paru de juin à août 1982), intégré à la « continuité » officielle de l'univers Marvel. |
| Avengers: Standoff! (en) (Standoff– L’Affrontement)    | 2016      | Il se passe de drôles de choses dans la petite ville de Pleasant Hill. Les Avengers et le SHIELD sont sollicités pour enquêter. |
| Civil War II                                           | 2016      | Avec l'arrivée d'un nouvel Inhumain avec le pouvoir de prédire le futur, Ulysse, les héros se divisent au sujet de comment utiliser ce pouvoir ; Captain Marvel veut s'en servir pour punir le crime avant qu'il n'ait eu lieu tandis que Iron Man ne veut pas que la punition vienne avant le crime. |
| Death of X (en)                                        | 2016      | Histoire de la montée des tensions entre Inhumain et Mutants. Les X-Men sont touchés par le nuage de gaz mutagène. Prélude à Inhumans vs X-Men. |
| Inhumans vs. X-Men (en)                                | 2016      | Le nuage mutagène se répand. Les X-Men sont au bord de l'extinction et veulent le détruire, ce qui n'est pas de l'avis des Inhumains. La guerre se déclenche entre les deux clans. |
| Monsters Unleashed (en) (Les monstres attaquent)       | 2017      | Tous les héros de la Terre, parmi lesquels les Vengeurs, Spider-Man et Deadpool, font face à une invasion de monstres gigantesques. |
| Secret Empire (en)                                     | 2017      | À cause des manipulations de Crâne Rouge sur Captain America (Steve Roger), l'univers Marvel est chamboulé. Cette série est précédée par Steve Roger : Captain America qui raconte la nouvelle histoire de Steve Roger, avec son ascension en tant que membre caché de l'HYDRA. À la suite de cet évènement, Marvel Legacy (en) est lancé. Ce « relaunch » est lancé fin 2017 avec Marvel Legacy #1. La numérotation des séries reprend l'ancienne continuité, avec par exemple Amazing Spider-Man #789, Avengers #672, Invincible Iron Man #593, etc. |
| Venomized                                              | 2018      | Eddie et Miles Morales - alias Spider-Man - se font face lors d'un affrontement aussi épique qu'aérien au-dessus des gratte-ciels de New York. C'est alors que Venom se voit pousser des ailes gigantesques sur le dos, ce qui lui permet de voler et d'éviter une chute mortelle. |
| Infinity Countdown (en)                                | 2018      | Les Gemmes de l'infini sont de retour et attisent les convoitises. Un long prélude à Infinity Wars. |
| Infinity Wars (en)                                     | 2018      | Requiem est bien décidée à récupérer toutes les Pierres, même s’il faut ré-écrire l’univers. |
| Retour de Wolverine (Return of Wolverine (en))         | 2018      | Mini-série qui suit les évènements mentionnés dans Death of Wolverine et Hunt for Wolverine (en) (2018) et qui explique comment Wolverine est revenu d'entre les morts. |
| War of the Realms (en)                                 | 2019      | Thor et les héros du l’univers Marvel doivent s'unir pour stopper l'elfe noir Malekith et ses armées maléfiques venant conquérir la Terre depuis les Dix Royaumes. |
| House of X/Powers of X (en)                            | 2019      | Le Professeur X annonce à l'humanité entière la création d'une nation souveraine pour les mutants qui est Krakoa. On apprend aussi que Moira McTaggert est une mutante. |

### Années 2020
| Événements                  | Date      | Développement |
| --------------------------- | --------- | --- |
| Iron Man 2020               | 2020      | Plusieurs robots ont développé une sensibilité et demandent leurs propres droits, mais aucun humain n'est intéressé. Dans le même temps, Tony Stark -qui était convaincu qu'il était une IA- devenu Mark One lance une révolution qui conduit à une guerre entre robots et humains |
| Empyre                      | 2020      | Le retour du Messie Céleste sur la zone bleue de la Lune ouvre un nouveau chapitre dans la guerre Kree/Skrull |
| Trial of Magneto (en)       | 2021      | Magnéto est suspecté d'avoir tué la Sorcière Rouge lors du gala Hellfire, qui est revenue à la vie grâce à la combinaison de protocoles de magie et de résurrection. |
| The Death of Doctor Strange | 2021-2022 | Le Docteur Strange est tué dans son Saint des Saints par Kaecilius. |
| Judgement Day               | 2022      | Les Avengers se retrouvent mêlés à un conflit entre les X-Men et les Éternels. |

## Crossovers Marvel / DC Comics
| Évènement     | Date | Développements |
| ------------- | ---- | --- |
| DC vs. Marvel | 1996 | Deux frères astraux, qui personnifient l'univers DC et l'autre celui de Marvel, prennent conscience de l'existence l'un de l'autre, se contestent et provoquent de ce fait une série de duels impliquant les divers super-héros et autres protagonistes de chaque univers. On assiste aux duels de : Superman-Hulk, Batman-Captain America, Wonder Woman-Tornade, Lobo-Wolverine, Aquaman-Namor, Green Lantern-Surfer d'argent, Catwoman-Elektra, Nightwing-Gambit, Captain Marvel-Thor, Superboy-Spider-Man... Celui qui perd cessera d'exister. L'histoire est une composante hors des deux univers. Cinq résultats de ces batailles ont été déterminés par le vote des fans. |
| JLA/Avengers  | 2003 | Manipulés respectivement par Metron et le Grand Maître dans le cadre d'un pari entre ce dernier et Krona, un ancien ennemi de Green Lantern, les Vengeurs (Marvel) et la Ligue de justice d'Amérique (DC) sont lancés à la recherche d'artefacts éparpillés sur leurs deux mondes, et doivent faire face à leurs différences. |